# Andonectes mildredae
Andonectes mildredae là một loài bọ cánh cứng trong họ Bọ nước. Loài này được García miêu tả khoa học năm 2002.